# Їздецьке
Їзде́цьке — село в Україні, у Великописарівській громаді Охтирського району Сумської області. Населення становить 286 осіб. Колишній орган місцевого самоврядування  — Вільненська сільська рада.

## Географія
Село Їздецьке розташоване на лівому березі річки Ворсклиця, вище за течією на відстані 1.5 км розташоване село Попівка, нижче за течією на відстані 0.5 км розташоване село Широкий Берег.
Річка у цьому місці звивиста, утворює лимани, стариці та заболочені озера.
Поруч пролягає автомобільний шлях Т 1901.

## Історія
В часи, коли Вільне було фортецею Бєлгородської лінії укріплення, на території села стояли вершники (їздоки), які розвідували обстановку, об'їзджаючі навколишні території і, у разі небезпеки, швидко доповідали про небезпеку. Звідси і походить назва села.
Село постраждало внаслідок геноциду українського народу, проведеного урядом СССР 1932–1933 та 1946–1947 роках.
До 1995 року в селі працював цегельний завод.
12 червня 2020 року, відповідно до розпорядження Кабінету Міністрів України № 723-р «Про визначення адміністративних центрів та затвердження територій територіальних громад Сумської області», село увійшло до складу Великописарівської селищної громади.
19 липня 2020 року, в результаті адміністративно-територіальної реформи та ліквідації Великописарівського району, увійшло до складу новоутвореного Охтирського району.
24 травня 2024 року по селу з боку російського агресора зафіксовано 3 вибухи, ймовірно ствольна артилерія 122 мм.
26 серпня 2024 року російські загарбники продовжували обстрілювати прикордонні території Сумської області. Зокрема в селі Їздецьке було зафіксовано 3 вибухи, ймовірно ствольна артилерія 152 мм.   

## Населення

### Мова
Розподіл населення за рідною мовою за даними :
| Мова       | Кількість | Відсоток |
| ---------- | --------- | -------- |
| російська  | 246       | 86.01%   |
| українська | 39        | 13.64%   |
| білоруська | 1         | 0.35%    |
| Усього     | 286       | 100%     |

## Відомі люди
- Жерьобкін Василь Овсійович (нар. 1921 — пом. 2002) — український вчений-правознавець